# Hermann Andersen
Hermann Andersen (* 21. Mai 1901 in Kiel; † 13. September 1989) war ein deutscher Politiker (FDP) und von 1950 bis 1952 Wirtschaftsminister des Landes Schleswig-Holstein.

## Ausbildung und Beruf
Hermann Andersen entstammt einer Kieler Unternehmerfamilie. Sein Vater Christian Andersen war von 1912 bis 1928 Präsident der Industrie- und Handelskammer Kiel. Er studierte Rechtswissenschaften in Kiel, Freiburg im Breisgau und Göttingen und promovierte 1923 zum Dr. jur. 1925 übernahm er die Leitung des Familienunternehmens, eines 1870 gegründeten Eisen- und Stahlbaubetriebs für Hoch- und Brückenbau und einer Maschinenfabrik in Lübeck. Über seine lokale Prominenz hinaus erlangte er Bekanntheit in der deutschen Stahlbauindustrie und machte sich einen Namen als Arbeitsrichter. Von Oktober 1941 bis Februar 1942 war Andersen als Betriebsführer des Unternehmens beim Wiederaufbau des Kriegshafens im lettischen Libau beteiligt. Nach Kriegsende bestritt er aber von den dortigen Judenerschießungen vor seiner Rückkehr nach Kiel gewusst zu haben.

## Politik
Ab Mai 1933 war er SS-Mitglied, seit 1934 Scharführer der allgemeinen SA. Zum 1. Mai 1937 trat Andersen der NSDAP bei (Mitgliedsnummer 5.131.696), nachdem eine erste Aufnahme in die Partei zum 1. Mai 1933 nicht zustande gekommen war, weil er das Mitgliedsbuch nicht in Empfang genommen hatte, die ihm damals zugeteilte Mitgliedsnummer 2.730.795 wurde gestrichen. Danker und Lehmann-Himmel charakterisieren ihn in ihrer Studie über das Verhalten und die Einstellungen der Schleswig-Holsteinischen Landtagsabgeordneten und Regierungsmitglieder der Nachkriegszeit in der NS-Zeit als „systemtragend-karrieristischen Verbandsfunktionär“.
Nach dem Zweiten Weltkrieg trat Andersen der FDP bei, von 1950 bis 1954 war er Mitglied des Landtages von Schleswig-Holstein. Er vertrat den Wahlkreis Kiel-West im Parlament. Am 5. September 1950 wurde er als Minister für Wirtschaft, Aufbau und Verkehr in die von Ministerpräsident Walter Bartram geführte Landesregierung von Schleswig-Holstein berufen (in diesem Zusammenhang berichtete die Association of Jewish Refugees im Oktober über eine SS-Mitgliedschaft Andersens). Nach Bartrams Rücktritt übernahm Andersen am 25. Juni 1951 in der nun von Friedrich Wilhelm Lübke geleiteten Regierung das Amt des Ministers für Wirtschaft und Verkehr. Daneben war er noch kurzzeitig vom 25. Juni bis zum 27. Juli 1951 geschäftsführender Minister für Arbeit, Soziales und Vertriebene. Am 4. Januar 1952 schied Andersen aus der Landesregierung aus.